# Selles-sur-Nahon
Selles-sur-Nahon är en kommun i departementet Indre i regionen Centre-Val de Loire i de centrala delarna av Frankrike. Kommunen ligger i kantonen Écueillé som tillhör arrondissementet Châteauroux. År 2022 hade Selles-sur-Nahon 62 invånare.

## Befolkningsutveckling
Antalet invånare i kommunen Selles-sur-Nahon
Referens:INSEE